# Dracula the Undead
Dracula the Undead ist ein 1991 erschienenes Videospiel, welches von Hand Made Software entwickelt und von der Atari Corporation veröffentlicht wurde. Das Spiel wurde auf dem Atari Lynx veröffentlicht und basiert auf Bram Stokers Roman Dracula. Es war das erste portable Dracula-Videospiel, welches veröffentlicht wurde.

## Handlung
Im Spiel sieht man Bram Stoker als Erzähler, welcher regelmäßig erscheint und die weitere Handlung vorliest. Der Spieler selbst steuert Jonathan Harker als Hauptcharakter, welcher versuchen muss, aus Draculas Schloss zu entkommen und Graf Dracula zu töten.

## Spielprinzip und Technik
Die Steuerung beruht auf Point-and-Click und man kann mit den NPC und Gegenständen im Schloss interagieren. Das Spiel hat zwei verschiedene Möglichkeiten zu enden. Im ersten Ende hat der Spieler erfolgreich alle Aufgaben im Schloss gelöst und kann schließlich Graf Dracula töten, indem er mit einem Hammer einen Holzpflock in dessen Herz schlägt. Das zweite Ende erscheint ausschließlich, wenn der Spieler aus dem Schloss flieht, ohne alle Aufgaben erledigt zu haben, was dazu führt, dass man Graf Dracula zum Schluss nicht töten kann, oder wenn man Graf Dracula im Schloss, anspricht ohne ein Kruzifix dabei zu haben, denn dann attackiert er den Spieler.

## Rezeption
Dracula the Undead erhielt größtenteils positive mediale Rezeption. Kritisiert wurde insbesondere eine fehlende Speicherfunktion.